# Don't Say Goodbye (Strawbs)
Don't Say Goodbye... è un album dei riuniti Strawbs, pubblicato dalla Chord Records nel marzo del 1987. Il disco fu registrato al E-Zee Studios ed al Southern Music Studios di Londra (Inghilterra).

## Tracce
Lato A
1. A Boy and His Dog – 5:03 (Dave Cousins, Chris Parren)
2. Let It Rain – 4:55 (Dave Cousins, Chas Cronk, Andy Richards)
3. We Can Make It Together – 3:30 (Dave Cousins, Chas Cronk)
4. Tina Dei Fada – 3:51 (Richard Hudson)
5. Big Brother – 3:03 (Richard Hudson)

Lato B
1. Something for Nothing – 6:38 (Dave Cousins, Chas Cronk)
2. Evergreen – 4:48 (Dave Cousins)
3. That's When the Crying Starts – 4:02 (Dave Cousins)
4. Beat the Retreat – 5:06 (Dave Cousins)

## Musicisti
- Dave Cousins - voce, chitarra acustica, chitarra elettrica, banjo
- Brian Willoughby - chitarra solista
- Tony Hooper - voce, chitarra acustica
- Chris Parren - tastiere
- Rod Demick - basso
- Richard Hudson - voce, chitarra acustica, batteria